# Mercato valutario
Il mercato valutario o mercato dei cambi (in inglese foreign exchange market, da cui deriva forex) è un mercato internazionale, over the counter o decentralizzato per lo scambio di valute. Il mercato delle valute è di gran lunga il più grande mercato nel mondo, in termini di valore delle transazioni, e include gli scambi che avvengono tra grandi istituzioni bancarie, banche centrali, speculatori valutari, imprese multinazionali, governi, e altri mercati finanziari ed istituzioni. L'attività di scambio che ha luogo nei mercati valutari globali ammonta a più di 6.000 miliardi di dollari al giorno.

## Storia
Dal 1876, era in uso il sistema aureo, che legava ogni valuta a una quantità di oro, evitando svalutazioni arbitrarie da parte dei governi. Tuttavia, il sistema aureo presentava dei limiti: se un'economia importava troppo, le sue riserve auree si esaurivano, causando una restrizione dell'offerta di moneta e un aumento dei tassi d'interesse, che rallentava l'attività economica, portando a una recessione.
Nel lungo termine, la recessione abbassava i prezzi, rendendo i beni più competitivi e provocando un flusso inverso di oro che faceva aumentare l'offerta di moneta, abbassando i tassi d'interesse e rafforzando l'economia. Questo ciclo di boom e recessione si ripeteva frequentemente. Con la prima guerra mondiale, il flusso di oro venne interrotto, e fu solo dopo la seconda guerra mondiale che vennero adottati gli accordi di Bretton Woods, che impedivano la speculazione sulle valute e fissavano i tassi di cambio tra le valute e il dollaro, nonché il tasso di cambio tra il dollaro e l'oro (35 dollari per oncia). Le nazioni si impegnavano a non svalutare la propria valuta oltre il 10% rispetto al dollaro, e quest'ultimo rimase convertibile in oro.
Tuttavia, il commercio internazionale, stimolato dalla ricostruzione posbellica, generò massicci movimenti di capitali, destabilizzando il sistema di Bretton Woods. Nel 1971, gli Stati Uniti abbandonarono la convertibilità del dollaro in oro, e nel 1973 le principali valute iniziarono a fluttuare liberamente, con i tassi di cambio che venivano determinati dalle forze di domanda e offerta.
Negli anni '80, l'introduzione dei computer accelerò i movimenti internazionali di capitali, rendendo il mercato più continuo, con scambi che avvenivano tra Asia, Europa e America in tempi rapidi. Le grandi istituzioni bancarie crearono sale operative per scambiare enormi quantità di valuta in pochi minuti. Il mercato divenne sempre più speculativo, con una crescente importanza degli speculatori.
Londra si affermò come il principale centro finanziario globale, non solo per la sua posizione strategica tra i mercati asiatici e americani, ma anche per la nascita del mercato dell'Eurodollaro negli anni '50. Questo mercato si sviluppò quando i proventi petroliferi dell'URSS, denominati in dollari, venivano depositati fuori dagli Stati Uniti per timore che venissero bloccati dalle autorità statunitensi. Ciò portò alla creazione di ingenti riserve di dollari fuori dal controllo degli USA, attraendo investitori globali grazie alla regolamentazione più leggera e ai rendimenti più elevati.
Oggi, Londra continua a crescere come centro finanziario, con molte banche americane ed europee che vi stabiliscono le loro sedi regionali. Il mercato dei cambi è dominato da grandi istituzioni bancarie, e piccoli investitori o operatori hanno difficoltà ad accedervi direttamente, a meno che non soddisfino requisiti di credito elevati o non trattino volumi di grandi dimensioni. Tuttavia, grazie ai market maker, anche i piccoli operatori possono partecipare, acquistando e vendendo "lot" più piccoli delle grandi transazioni interbancarie.

## Dimensione e liquidità del mercato
| Posizione | Moneta               | ISO 4217 codice (simbolo) | % quota giornaliera (aprile 2007) |
| --------- | -------------------- | ------------------------- | --------------------------------- |
| 1         | Dollaro statunitense | USD ($)                   | 87,0%                             |
| 2         | Euro                 | EUR (€)                   | 33,4%                             |
| 3         | Yen                  | JPY (¥)                   | 23,0%                             |
| 4         | Sterlina britannica  | GBP (£)                   | 11,8%                             |
| 5         | Dollaro australiano  | AUD ($)                   | 8,6%                              |
| 6         | Franco svizzero      | CHF (Fr)                  | 5,2%                              |
| 7         | Dollaro canadese     | CAD ($)                   | 4,6%                              |
| 8         | Peso messicano       | MXN ($)                   | 2,5%                              |
| 9         | Renminbi cinese      | CNY (¥)                   | 2,2%                              |
| 10        | Dollaro neozelandese | NZD ($)                   | 2,0%                              |
| Altre     | Altre                | Altre                     | 19,7%                             |
| Totale    | Totale               | Totale                    | 200%                              |

Il mercato dei cambi è unico sotto numerosi profili:
- volume degli scambi
- l'estrema liquidità del mercato
- il gran numero e la varietà degli operatori attivi sul mercato
- il decentramento geografico
- la durata giornaliera degli scambi - 24 ore al giorno (fatta eccezione per i fine settimana)
- la varietà di fattori che influenzano i tassi di cambio

A quanto risulta dallo studio Triennial Central Bank Survey 2004 della Banca dei Regolamenti internazionali, il turnover giornaliero medio sui mercati forex tradizionali è stimato ammontare a 1880 miliardi di dollari. Le medie giornaliere relative all'aprile di differenti anni, in miliardi di dollari sono rappresentate nel grafico seguente:
Turnover del mercato dei cambi globale:
- 621 miliardi di dollari spot
- 1260 miliardi di dollari in derivati, di cui
- 208 miliardi di dollari in forward
- 944 miliardi di dollari in forex swaps
- 107 miliardi di dollari in FX options.

I contratti futuri relativi al forex furono introdotti nel 1972 alla Chicago Mercantile Exchange ed essi sono attivamente scambiati in relazione con la maggior parte degli altri contratti future. Il volume dei Forex futures volume è cresciuto rapidamente negli ultimi anni, pur ammontando solo al 7% circa del volume totale del mercato forex, secondo quanto riportato dal Wall Street Journal Europe (5/5/06, p. 20).
| Posizione | Nome                   | % di volume |
| --------- | ---------------------- | ----------- |
| 1         | Deutsche Bank          | 19,26       |
| 2         | UBS                    | 11,86       |
| 3         | Citigroup              | 10,39       |
| 4         | Barclays               | 6,61        |
| 5         | Royal Bank of Scotland | 6,43        |
| 6         | Goldman Sachs          | 5,25        |
| 7         | HSBC                   | 5,04        |
| 8         | Bank of America        | 3,97        |
| 9         | J.P. Morgan Chase      | 3,89        |
| 10        | Merrill Lynch          | 3,68        |

I dieci trader più attivi effettuano circa il 73% del volume degli scambi, secondo quanto riportato dal Wall Street Journal Europe, (2/9/06 p. 20). Queste grandi banche internazionali forniscono in continuazione al mercato sia i prezzi bid (di acquisto) che ask (di vendita). La forbice bid/ask è la differenza tra i prezzi alla quale una banca o un market maker è disposto a vendere ("ask", o "offer") ed il prezzo al quale un market maker è disposto a comprare ("bid") da un cliente wholesale. Questo spread è minimo per coppie di valute molto scambiate, ammontando solitamente a soli 1-3 punti base (pip). Ad esempio, il rapporto bid/ask tra EUR/USD sarebbe 1,2200/1,2203. Il volume minimo per la maggior parte delle transazioni è solitamente 100.000 dollari.
Tali spread possono non applicarsi alla clientela retail delle banche, le quali in genere fanno un mark up sul rapporto portandolo in ipotesi a 1,2100 / 1,2300 per i trasferimenti, o 1,2000 / 1,2400 per le banconote od i travelers cheques. I prezzi spot dei market maker variano, ma tra EUR/USD solitamente non superano i 5 pip (ossia 0,0005). La concorrenza ha determinato un notevole restringimento degli spread per le maggiori valute, fino a minimi che variano tra 1 e 1,5 pip.

## Strumenti finanziari
Le tipologie di strumenti finanziari comunemente utilizzate sono molteplici.
Forward transaction: Un metodo comunemente utilizzato per fare fronte al rischio di cambio è l'entrare in un contratto forward. In tale transazione, il denaro non passa di mano fino ad una data futura prestabilita. Un compratore ed un venditore si accordano su di un tasso di cambio in una data futura, e la transazione si verifica in quella data al tasso di cambio stabilito, indipendentemente dai tassi di cambio di mercato effettivi. La durata di un tale contratto può essere di giorni, mesi o anche anni.
Futures: I futures sulle valute estere sono transazioni forward caratterizzate da importi e scadenze standard - ad esempio, 500.000 sterline il prossimo novembre ad un tasso prestabilito. I Futures sono standardizzati e sono solitamente scambiati in un mercato creato ad hoc. La durata media del contratto è di circa 3 mesi. I contratti futures solitamente comprendono qualsiasi ammontare di interessi.
Swap: La tipologia più comune di transazione forward è lo swap su valute. In uno swap, due parti si scambiano valute per un certo periodo di tempo e si accordano ad invertire la transazione in una data futura. Gli swap non sono contratti standard e non vengono scambiati in un mercato.
Spot: Una transazione spot è uno scambio caratterizzato dalla scadenza di due giorni, diversamente dai Futures contracts, che solitamente hanno scadenza di tre mesi. Questa transazione rappresenta uno "scambio diretto" tra due valute, ha la durata più breve, e riguarda denaro liquido più che un contratto; e gli interessi non sono inclusi nella transazione concordata. I dati per questo studio provengono dallo Spot market.

## Tassazione in Italia
La circolare 102/E dell'ottobre 2011 dell'Agenzia delle Entrate ha modificato la vecchia norma in vigore fino al 2010 (i-ter art.67 D.P.R. 917/86), riconducendo i contratti forex tra i rapporti disciplinati dall'articolo 67, comma 1, lettera c-quater del TUIR. Secondo questa circolare i redditi, se percepiti da parte di un soggetto persona fisica non esercente attività d'impresa, sono soggetti ad imposta sostitutiva (ovvero con aliquota del 26% dal 1º luglio 2014, in precedenza era del 20% dal 1º gennaio 2013, e prima ancora del 12.5%) a norma dell'articolo 5 del decreto legislativo 21 novembre 1997, n. 461. Ai sensi dell'articolo 68, comma 8 del TUIR i suddetti redditi sono costituiti dal risultato che si ottiene facendo la somma algebrica dei differenziali positivi o negativi nonché degli altri proventi od oneri, percepiti o sostenuti, in relazione a ciascuno dei rapporti. 
Per l'Agenzia delle Entrate, i profitti Forex vengono quindi inquadrati come Plusvalenze di natura finanziaria (oltre al Forex ricadono in questa categoria anche tutti gli altri CFD, i prodotti futures e i forward).

## Carry Trade
È definita Carry Trade l'azione speculativa che mira ad ottenere prestiti in Paesi dove la divisa gode di interessi decisamente bassi, per poi convertire quel capitale in una valuta che è capace di garantire, nel proprio Paese o area, un più elevato rendimento.
Per calcolare correttamente il rendimento ottenuto questa operazione, è necessario scorporare la quota di interessi sul prestito contratto.

## Alcune strategie di trading sul forex
Scalping: Lo scalping prevede l'utilizzo di ordini istantanei con volumi molto elevati. Con questa tecnica infatti si cerca di realizzare un profitto “scalpando” pochi pip alla volta. Per questo motivo si rende necessario aumentare fortemente i volumi per realizzare un profitto che renda interessante ogni singola operazione.
Violazione di prezzo: La violazione di prezzo consiste nel mettere ordini in prossimità dei supporti e delle resistenze per prendere profitto da eventuali rotture. È una tecnica molto utilizzata, ma deve essere sempre accompagnata dall'uso di stop loss per evitare grandi perdite in caso di errore.
Price Action: La Price Action prende in esame il comportamento del prezzo di un determinato periodo di tempo. In particolare la Price Action pone attenzione sulla formazione di alcuni pattern che individuano l'azione del prezzo nel futuro. L'analisi dei grafici è quindi alla base di questo sistema di trading.
Trading News: Il trading news è quello fatto in presenza di notizie importanti che hanno la forza di influenzare il mercato e di provocare una forte volatilità (eccessivi sbalzi di mercato). Consultando alcuni siti specializzati si può venire a conoscenza delle notizie più importanti con qualche minuto di anticipo.
Trend Trading: Il trend trading consiste nell'individuare il giusto trend di mercato per fare trading direzionale.
Si scommette cioè in un preciso trend e si investe in quella direzione (acquisto o vendita). L'analisi fondamentale del mercato di riferimento è essenziale per riuscire ad individuare la tendenza principale da seguire. Una panoramica sulle condizioni operative applicate alle strategie di trend trading è consultabile anche attraverso risorse esterne come questa panoramica di esempio.